# Rosa chinensis
Rosa chinensis (chineză: 月季; pinyin: Format:Pinyin) este o specie a genului de plante Rosa, provenind din provinciile Guizhou, Hubei și Sichuan din China. Prima mențiune despre Rosa chinensis a fost făcută în 1768 de Nikolaus Joseph von Jacquin în Observationum Botanicarum, 3, p. 7 & imaginea 55.